# Bembidion kuprianovi
Bembidion kuprianovi är en skalbaggsart som beskrevs av Mannerheim. Bembidion kuprianovi ingår i släktet Bembidion och familjen jordlöpare. Inga underarter finns listade i Catalogue of Life.